# Johann Makos
Johann Makos (ook: Hans Makos) (Weichselbaum, 5 augustus 1954) is een Oostenrijks componist, muziekpedagoog, dirigent en trompettist van Hongaarse afkomst. 

## Levensloop
Makos kwam via het harmonieorkest in Mogersdorf in contact met de muziek. Bij de toenmalige dirigent van de harmonie Julius Tonweber leerde hij de trompet te bespelen. Hij kreeg eerst een opleiding in een ander beroep en werkte een bepaalde tijd als kraanbestuurder in een aannemersbedrijf. In deze periode heeft hij omgeschakeld op bugel als blaasinstrument. In 1974 werd hij tot het Oostenrijkse militair ingetogen. Hij werd lid van de Militärmusik Burgenland in Eisenstadt en al in april 1974 had hij aldaar zijn première als muzikant onder leiding van de toenmalige dirigent Johann Schadenbauer. Tegelijkertijd studeerde hij trompet bij Josef Weiß aan het Konservatorium Wien GmbH - Privatuniversität van Wenen. Al spoedig werd hij 1e trompettist in zijn militaire muziekkapel en bleef in deze functie tot november 1985, toen hij bij de muziekkapel ontslag naam. Omdat hij verdere studies binnen de militaire muziek maakte, werd zijn studie aan het conservatorium van Wenen onderbroken. Makos zette zijn studies aan het Joseph-Haydn-Conservatorium in Eisenstadt voort. Hij studeerde muziektheorie en behaalde on anderen zijn diploma's als kapelmeester en muziekleraar. 
Vanaf 1976 werd hij dirigent van de Musikverein Mogersdorf. Op uitnodiging van dirigent Josef Höller, die ook militaire kapelmeester van de Gardemusik Wien was, werkte hij in het civiele harmonieorkest Musikkapelle Aspang als trompettist mee. 
Al gedurende zijn militaire periode richtte hij kleine ensembles met collega's uit de militaire muziekkapel op. Met het ensemble Alpenlandmusikanten was hij succesrijk en verzorgde optredens in de regionale omroepstudio's. Later richtte hij een eigen blaaskapel Blaskapelle Makos op. In 1985 werd hij gemeenteambtenaar in Aspang-Markt en richtte aldaar een muziekschool op. Omdat het aantal leerlingen spoedig groeide werd hij later directeur van deze muziekschool. 
De componist Makos schrijft vooral werken voor harmonieorkest, maar ook muziek voor kleinere bezettingen.

## Composities

### Werken voor harmonieorkest
- Aspanger Bürgermarsch
- Auf der Winkelmoosalm, polka
- Burgenlandreise, voor 3 trompetten (solo) en harmonieorkest
- Gruß an Hussenhofen, mars
- Gruß an Südburgenland, mars
- Gruß aus Mogersdorf, mars
- Guten Abend, wals
- Hans Auerböck Marsch
- Musik aus unserer Heimat
- Musikantenfrauen, polka
- Musikantentröpferl, polka
- Solisten-Reise, selectie
- Sommerfest, polka
- Verena, wals
- Weichselbaumer-Polka
- Zuckerbäcker-Marsch